# Ембріон (фільм)
«Ембріон» (англ. Progeny) — американський фантастичний фільм жаху 1998 року режисера Брайяна Юзни. Головні ролі виконували: Арнольд Вослу, Джилліан Маквіртер, Бред Дуріф, Ліндсі Краус, Вілфорд Брімлі і Девід Веллс. 
Теглайн: «У Всесвіті існують деякі речі, які ми не можемо зрозуміти».

## Сюжет
Доктор Бертон щасливий, що його дружині Шеррі нарешті вдалося завагітніти, але його гнітять лиховісні підозри, що в ніч зачаття з ними сталося щось дивне. Сеанс гіпнозу пробуджує в його свідомості шокуючі картини: примарні прибульці роблять Крейга нерухомим і викрадають його дружину. Остаточно переконавшись у тому, що Шеррі не могла завагітніти від нього, Крейг приходить до страшного висновку: його дружина носить в собі дитину іншопланетян. Таємничий доктор Клавелл підтверджує здогадки Бертона — земні жінки і раніше ставали піддослідними жертвами прибульців, але Шеррі ще можна врятувати. Пішовши на відчайдушний крок, вчені вирішують видалити з її тіла чужорідний ембріон.

## У ролях
- Арнольд Вослу — доктор Крейг Бертон
- Джилліан МакВіртер — Шеррі Бертон
- Бред Дуріф — доктор Берт Клейвелл
- Ліндсі Краус — доктор Сьюзен Ламарч
- Вілфорд Брімлі — доктор Девід Везерлі
- Віллард Е. Паг — Ерік Девідсон
- Девід Веллс — доктор Дюк Келлі
- Жан Хоаг — медсестра Іда
- Лідія Де Луччія — нічна медсестра
- Дон Келфа — Джиммі Стівенс
- Тімілі Ромоліні — Девон Томпсон
- Нора Парадізо — Карен Боглія
- Петті Той — медсестра Джейн
- Сьюзен Ріпальді — медсестра Дейла
- Дон Шенк — Генрі
- Беррі Морріс — співробітник імміграційної служби
- Гріт Рамікерс — реєстратор
- Тріша Кінг — медсестра
- Рене Карраско — фельдшер
- Джон Москар мол. — охоронець
- Шон Непіта — офіцер Мерфі
- Пол Хеєс — опікун
- Боб МакЛін — тюремник
- Кейт Ромеро — жінка на ТБ
- Меггі Шейн — мати хлопчика
- Логан Юзна — хлопчик пацієнт
- Панчо Деммінгс — офіцер Макгайрі
- Девід Ендріол
- Майкл Калдер — викрадений
- Ліза Кросато — Бев
- Лаура Фуйно — вагітна дружина
- Келлі Джеквіш — жінка що кричиль
- Грег Бронсон — поліцейський

## Критика
Рейтинг на IMDb — 4,7/10. Фільм має дві номінації.